# Нова хвиля 2012
Міжнародний конкурс молодих виконавців популярної музики «Нова хвиля» — 2012 відбувся 24–29 липня 2012 в Юрмалі в концертній залі «Дзинтарі».

## Переможці
Представниця Росії Niloo отримала приз «Кришталева хвиля», диплом та грошову премію розміром 50 000 євро. Однак самі глядачі дуже холодно прийняли учасницю, а деякі навіть освистали.
Друге місце, «Кришталева хвиля» і 30 000 євро дісталися учаснику з Італії Констанцу Дель Пінто.
Третє місце, «Кришталеву хвилю» і 20 000 євро отримала Марія Яремчук з України. Марійка також зібрала всі спеціальні нагороди «Нової хвилі — 2012»:
- спеціальний приз від компанії «Мегафон» «Майбутнє залежить від тебе»
- приз глядацьких симпатій,
- приз каналу МУЗ ТВ — місячну ротацію власного кліпу на цьому каналі[1].

## Критика результатів
Після оголошення остаточного результату Niloo публіка в залі «Дзинтарі» відреагувала холодно: дівчині дісталося мінімум оплесків, а глядачі, які стежили за перипетіями конкурсу, стали перешіптуватися. Дехто навіть присвиснув. Виступи трьох призерів були традиційно включені в програму закриття «Нової хвилі». Італійця й українку, якій дісталися також усі спонсорські призи, вітали оваціями довше, ніж запрошену зірку Неллі Фуртадо. Коли ж настала черга співати Niloo, публіка взагалі не відреагувала на її уклін. Після закінчення пісні переможницю проводили так само холодно.